# Edolo
Edolo ist eine italienische Gemeinde (comune) mit 4386 Einwohnern (Stand 31. Dezember 2023) in der Provinz Brescia, Region Lombardei.

## Geographie
Edolo liegt am Nordende der Valcamonica etwa 95 Kilometer von Brescia entfernt, westlich der Adamello-Presanella-Alpen. Die Entfernung zur Schweiz beträgt rund 24 Kilometer. Die Nachbargemeinden sind Corteno Golgi, Incudine, Lovero (SO), Malonno, Monno, Ponte di Legno, Saviore dell’Adamello, Sernio (SO), Sonico, Temù, Tovo di Sant’Agata (SO), Vezza d’Oglio und Vione.
Edolos Einwohnerzahl ist seit Jahrzehnten in etwa konstant. Die Gemeinde ist über Staatsstraßen in Richtung Brescia/Iseosee, Tirano/Schweiz und dem Trentino angebunden. In Edolo endet die Ende des 19. Jahrhunderts erbaute Bahnstrecke Brescia–Iseo–Edolo, deren durchgehender Betrieb bis Edolo am 4. Juli 1909 aufgenommen wurde.
Die Gemeinde ist von Bergen bis zu 2500 Metern Höhe umgeben. Durch Edolo fließt der Fluss Oglio, der durch die Valcamonica den Iseosee erreicht und in den Po mündet.

## Persönlichkeiten
- Roberto Piumini, (* 1947) Schriftsteller
- Gianmarco Busca (* 1965), Bischof von Mantua
- Elena Tagliabue (* 1977), Skirennläuferin

## Einzelnachweise

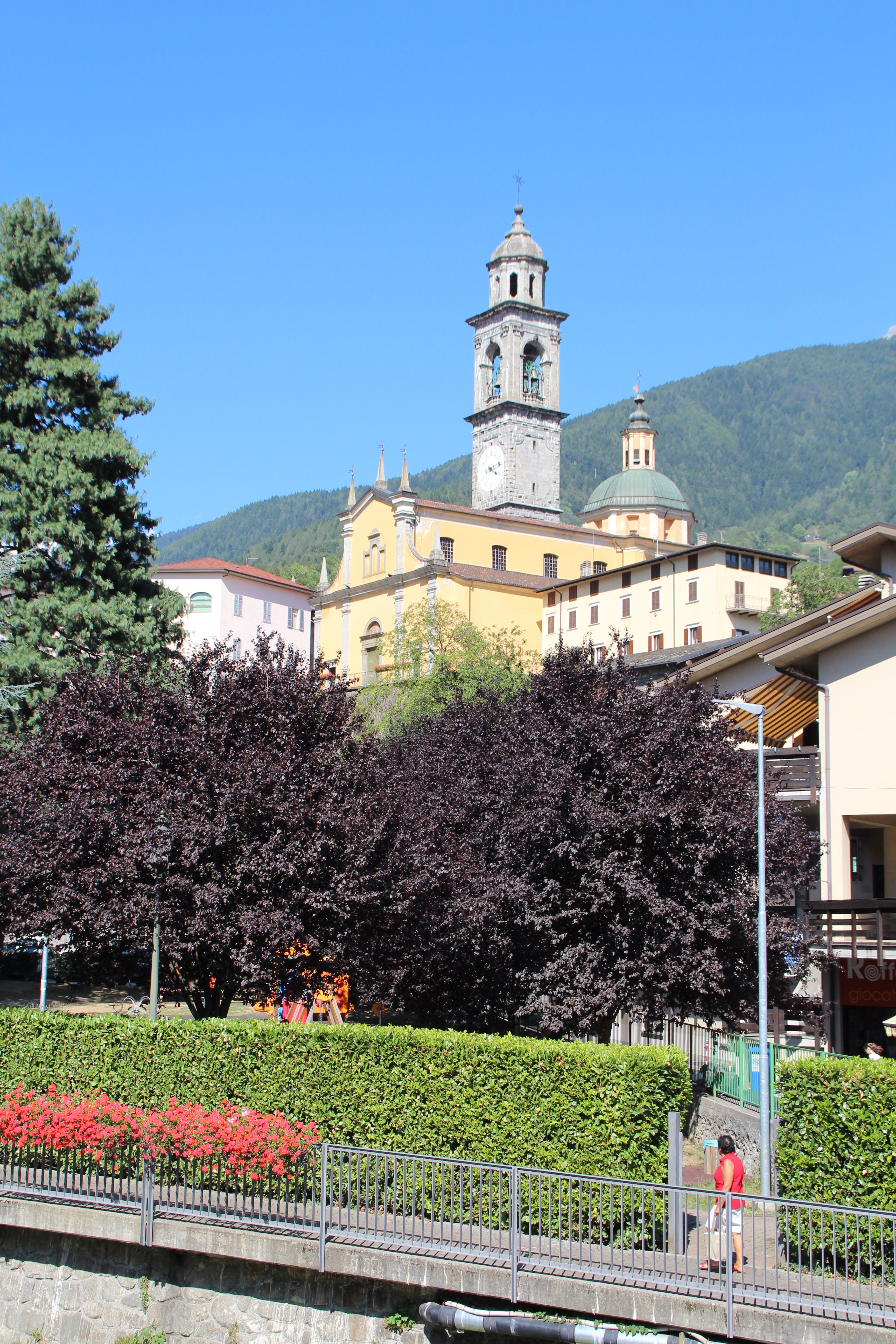
Santa Maria Nascente